# Chema Madoz
José Maria Rodríguez Madoz, né le 15 mars 1958 à Madrid , est un photographe espagnol. Le noir et blanc est sa technique de prédilection, son expression graphique est aux confins du surréalisme et de l'allégorie. Par le mariage d'objets détournés, il suscite tantôt une réflexion sociétale, un éveil poétique ou un regard « décalé ». La dimension paradoxale de ses « raccourcis » visuels est un des éléments fondateurs de sa démarche.

## Biographie
Chema Madoz, de 1980 à 1983, se forme en histoire de l'art à l'Université complutense de Madrid menée en parallèle avec ses études de photographie au Centre d'Enseignement de l'Image. De 1990, date de ses premiers travaux sur les objets dont il ne s'est, à ce jour, jamais départi.
Il effectue sa première exposition en 1985, à la Real Sociedad Fotográfica de Madrid.
En 1993, les Éditions Art-Plus de Madrid publient le premier ouvrage qui lui est consacré : Chema Madoz (1985 - 1995) et en 1996, les éditions Mestizo, A. C., de Murcia publient un ouvrage intitulé : Mixtos - Chema Madoz. Depuis 2000, Chema Madoz est exposé en de nombreux endroits sur la planète : Toulouse, Caracas, Saint-Jacques-de-Compostelle, Buenos Aires, Manille, Madrid, Rio de Janeiro, Rotterdam, Mexico, Barcelone, Russie, etc. Son œuvre est présente en sein de diverses collections, notamment à Valence (Institut valencien d'art moderne), Madrid (Musée national centre d'art Reina Sofía), Houston (Museum of Fine Arts), Helsinki (Saastamoinen Foundation Art Collection), Paris (Centre Pompidou).
Son style « se centre sur la présence insolite et poétique des objets qu'il sélectionne et dispose dans des scènes intimes, construites par lui-même, qu'il photographie en noir et blanc. »

## Prix
- 1991 : prix Kodak[1].
- 2000 :
  - prix national de photographie d'Espagne[1].
  - La Biennale de Houston « Fotofest » le reconnaît comme « Autor Destacado »[1].
  - Prix Higashikawa[1].
- 2019 : Médaille d'or du mérite des beaux-arts, décernée par le Ministère de la Culture espagnol[2]

## Principales expositions
- 1988, la Salle Minerva du Cercle des Beaux Arts de Madrid reçoit une exposition de ses travaux.
- 1991, Le Museo Nacional Centro de Arte Reina Sofía organise une exposition internationale itinérante : Cuatro direcciones: fotografía contemporánea española. Quelques photographies de Madoz font partie de cette exposition.
- 1993, il décroche la Bourse de Création Artistique de la Fondation Culturelle « Banesto ».
- 1999, le Centre Galego d'Art Contemporain de Saint-Jacques-de-Compostelle monte une exposition autour de ses travaux réalisés entre 1996 et 1997. Fin 1999, le Museo Nacional Centro de Arte Reina Sofía lui dédie une exposition : les Objets 1990 - 1999 qui est la première rétrospective consacrée par ce musée à un photographe en vie.
- 2006, Chema Madoz 2000–2005, Madrid, Fondation Telefónica[1].
- 2014, les Rencontres d'Arles lui consacrent une exposition rétrospective.